# Östnor
Östnor est une localité de Suède dans la commune de Mora située dans le comté de Dalécarlie.
Sa population était de 534 habitants en 2010.